# 芭芭拉·比布尔
芭芭拉·比布尔（英語：Barbara Beable，1949年5月14日—），新西兰女子田径运动员。她曾代表新西兰参加1970年、1974年和1978年英联邦运动会田径比赛，其中1970年英联邦运动会获得一枚银牌。